# Preuteleute

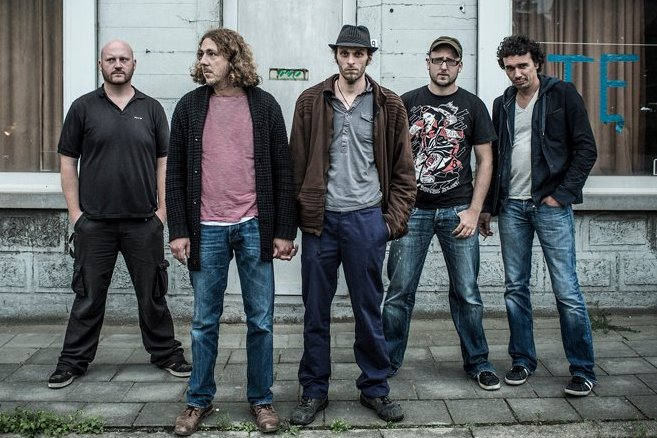
Preuteleute in 2014 met v.l.n.r. Ahmed, Alain, Ook Alain, Isaac en Den Diersten

Preuteleute is een Belgische comedy-rockband die zingt in het West-Vlaamse dialect. De band laat zich vooral opmerken door komisch schunnige en seksueel expliciete teksten in het West-Vlaams. Naast eigen nummers herwerkt de groep vaak covers die voorzien worden van een andere tekst.

## Geschiedenis
Preuteleute begon in 2002 als cabaret-duo. In 2005 kwam het eerste album uit waarmee ze een randfenomeen werden in hun thuisprovincie West-Vlaanderen. In 2006 transformeerde Preuteleute in een volwaardige muziekgroep die het jaar erop een tweede cd uitbracht. Na een afwezigheid van bijna drie jaar kwam de band in 2012 terug met een derde album en een nieuwe show. Eind december 2013 stelden ze hun eerste avondvullende theatershow Un-butt-plugged voor in het Casino-Kursaal van Oostende. Met deze show trokken ze in 2014 op tournee door Vlaanderen. Het vervolg, de theatershow Anology, werd voorgesteld eind januari 2016. Na een sabbatperiode van twee jaar begon het vaste duo begin 2020 aan hun volledig uitverkochte derde avondvullende show Nog ene kè, die na de coronacrisis werd afgewerkt in februari 2022. Op 14 mei 2022 speelde de groep hun 20-jarig jubileumconcert in de Diaz Arena in Oostende, waarmee ze de eerste Belgische band werd die een eersteklasse voetbalstadion uitverkocht. In 2024 volgde de vierde avondvullende show XXX. In april 2025 bracht Preuteleute hun vierde langspeelplaat uit, dertien jaar na hun vorige studioalbum.

## Leden
Preuteleute bestaat uit de volgende vaste leden:
- Sebastien Dewaele (Alain) (zang, gitaar)
- Tom Vanrijckeghem (Ook Alain) (toetsen, zang)

Bij grotere concerten wordt het duo bijgestaan door extra muzikanten:
- Marcos Della Rocha (drums)
- Ben Van Camp (gitaar)
- Ben Brunin (basgitaar)

## Discografie

### Albums
| Album met hitnotering(en) in de Vlaamse Ultratop 200 albums | Datum van verschijnen | Datum van binnenkomst | Hoogste positie | Aantal weken | Opmerkingen    |
| ----------------------------------------------------------- | --------------------- | --------------------- | --------------- | ------------ | -------------- |
| Ostensche Pretensche                                        | 28 mei 2005           | -                     |                 |              |                |
| Levenslessen                                                | 12 augustus 2007      | -                     |                 |              |                |
| De Dubbele Witten                                           | 13 maart 2012         | 24 maart 2012         | 48              | 10           |                |
| Anology                                                     | 16 april 2016         | 23 april 2016         | 56              | 1            | Enkel op vinyl |
| Greatest Tits                                               | 20 december 2021      | -                     |                 |              |                |
| Preuteleute                                                 | 18 april 2025         | -                     |                 |              |                |

### Ostensche Pretensche
Het eerste album van Preuteleute werd voorgesteld in Turnhout op 28 mei 2005. Op 13 augustus 2009 volgde de officiële heruitgave. Het album werd geproduceerd door Tom Vanrijckeghem.

### Levenslessen
Het tweede album van de groep werd voorgesteld op 12 augustus 2007 in Oostende en werd geproduceerd door Tom Vanrijckeghem.

### De Dubbele Witten
Het derde album bestaat uit een studioplaat, De Witten, en een liveplaat, Ook De Witten. Het werd voorgesteld op 7 april 2012 in Oostende, voorafgegaan door de release op iTunes op 13 maart 2012. De Witten werd geproduceerd door Tom Vanrijckeghem en Ace Zec, ex-drummer van Customs. Ook De Witten werd geproduceerd door Preuteleute en werd live opgenomen op 13 augustus 2009 tijdens de Paulusfeesten in Oostende.

### Anology
Deze dubbelelpee bevat nummers uit de vorige drie albums, alsook demo's uit de periode 1995-1997, toen Sebastien en Tom nog het duo Marygold vormden. De plaat werd uitgebracht op Record Store Day op 16 april 2016 door [PIAS] Comedy.

### Greatest Tits
Compilatiealbum naar aanleiding van Preuteleutes twintigjarig bestaan. Het album bevat tevens drie songs die nog nooit eerder verschenen zijn. In december 2023 verscheen het album ook op Vinyl als dubbelelpee.

### Preuteleute
Preuteleutes vierde (titelloze) studioalbum werd op 18 april 2025 voorgesteld in Oostende. Ze werd uitgebracht op vinyl en via verschillende muziekstreamingdiensten. De productie lag opnieuw in handen van Ace Zec en Tom Vanrijckeghem. 

### Singles
- Kestmussel (2006)
- Wieder weetn da (2012)
- Miserie (2025)

### Dvd's
- Un-butt-plugged (2014)
- Anology (2017)

## Allerlei
- Naast bekende nummers parodieert Preuteleute ook platenhoezen van bestaande artiesten: de hoes van Levenslessen is gebaseerd op het album Unfinished Music No.1: Two Virgins van John Lennon en Yoko Ono. De Dubbele Witten is afgekeken van The White Album van The Beatles. De elpee Anology is dan weer een parodie op het album No Jacket Required en de single Sussudio van Phil Collins. De stier op de hoes van het album Preuteleute is een knipoog naar het album Atom Heart Mother van Pink Floyd.
- In het nummer Wieder weetn da bezingt de groep Wikipedia.
- Op het podium nemen alle groepsleden alter ego's aan. Deze luiden: Alain, Ook Alain, Narcos, Ben 'Den Diersten' en Ook Ben (en de ex-bandleden Isaac en Ahmed).
- Zanger Sebastien Dewaele is bij het grote publiek vooral bekend als acteur door zijn rollen in de series Eigen kweek, Undercover, Bevergem, Grenslanders en Gent-West en in films als Cargo, Ex Drummer en 22 mei.[7] Als stand-upcomedian won hij met zijn typetje 'Jezus' de Crazy Comedy Cover Contest editie 2010.
- Ex-bandlid en gastmuzikant Robin Zielhorst werd begin 2012 door het Nederlandse tijdschrift De Gitarist uitgeroepen tot beste metal-bassist van de Benelux.[8]
- Ondanks dat de band in het West-Vlaamse dialect zingt, zijn enkel beide frontmannen en de bassist West-Vlamingen. Preuteleutes drummer heeft de Braziliaanse nationaliteit; hun gitarist is van Antwerpen en hun ex-ritmesectie is Nederlands.
- Met Bluuf me je fikkn va me behaalde Preuteleute een 10de plaats in de verkiezing van beste West-Vlaamse song aller tijden.[9][10]
- Preuteleute is de eerste Belgische act die zorgde voor een uitverkocht eerste klasse voetbalstadion.[bron?]